# 866 TCN
866 TCN là một năm trong lịch La Mã.